# نوستالژیا (فیلم)
نوستالژیا (به ایتالیایی: Nostalghia) یک فیلم درام شوروی-ایتالیایی، محصول ۱۹۸۳ به کارگردانی آندری تارکوفسکی و بازیگری اولگ یانکوفسکی، دومیتسیانا جوردانو و ارلاند یوسفسون است. تارکوفسکی فیلمنامه را با تونینو گوئرا نوشت.

## داستان
داستان فیلم که در حوالی حمام‌های آب گرم وینیونی در تپه‌های توسکانی فیلمبرداری شده، دربارهٔ تبعید مردی روس است که برای تحقیق دربارهٔ زندگی یک آهنگساز روسی در قرن هفدهم به ایتالیا می‌رود.

## انتقادات
وینسنت کنبی در نقدش در نیویورک تایمز نوشت: «گورباچف خیلی کم تحقیق می‌کند و بیشتر در حال تفریح است که اغلب شکل فلاش بک‌ها و تخیلاتی زیبا به خود می‌گیرد… زیبایی، به نظرم، واقعاً موضوع این فیلم است… تارکوفسکی شاید یک شاعر سینما باشد اما شاعری است با دایرهٔ لغات محدود. همان تصاویر در نهایت ملال آور، در همهٔ فیلم‌هایش تکرار می‌شود. همان چشم‌اندازهای مرطوب، مرداب‌ها، تپه‌هایی در مه و ساختمان‌هایی مخروبه با سقف‌هایی که از آن آب چکه می‌کند» ایوت بیرو در ویلج وویس گرچه نگاهی انتقادی به تارکوفسکی داشت ولی نسبت به زیبایی فیلم گشاده‌روتر بود. او نوشت: «نوستالژیا به طرز باشکوه و آزاردهنده‌ای، چنان‌که در خود فیلم هم اشاره شده، زیباست اما تا حدی به همین دلیل دچار عدم توازن می‌شود و متأسفانه در جستجوی نومیدانه‌اش برای یافتن زیبایی راه گم می‌کند.»